# Esikoni
La stirpe comitale di Esikoni, in tedesco Esikonen (anche Asig-Sippe, in seguito conti di Reinhausen) risale al nobile sassone Hiddi (attestato intorno all'813). 
Come sostenitore di Carlo Magno, dovette lasciare il suo paese e fu presumibilmente impiegato dall'imperatore Carlo a Wolfsanger nella foresta di Kaufunger (vicino a Kassel) come conte nell'Hassegau sassone sorto sul Diemel centrale. Hiddi ebbe tre figli: Folkbold, Adalbaldo ed Esiko (chiamato anche Asig, abbreviazione di Adalrico/Adalrich). Esiko, che era il genero di santa Ida di Herzfeld grazie al suo matrimonio con Ida la Giovane, diede il nome della stirpe da cui emersero, tra gli altri, i signori di Itter. I discendenti di Esiko erano imparentati con i Carolingi attraverso Ida di Herzfeld.
Alla stirpe degli Esikoni apparteneva:
- Hiddi (Ildeboldo), attestato nell'813, conte nell'Hessengau sassone;
- Asig (Esiko), figlio di Hiddi, attestato nell'839 e nell'842, conte nell'Hessengau sassone; sposato con Ida, figlia del conte Ecberto, dux (duca) dei Sassoni della stirpe degli Ecbertini, e di santa Ida di Herzfeld;
- Cobbo il Giovane, attestato intorno all'890, conte nell'Hessengau sassone.
  - Thiatbold (figlio bastardo), venne ferito a morte da Tankmaro, figlio primogenito del re Enrico.

A metà dell'ultimo decennio del IX secolo, i diritti comitali nell'Hessengau sassone pervennero temporaneamente ai Corradinidi per ragioni sconosciute; il conte Corrado il Vecchio è attestato nell'897.
Dopo la ribellione e la morte del duca Eberardo di Franconia nella battaglia di Andernach nel 939, il re Ottone I si appropriò dell'Hessengau sassone come feudo imperiale. L'Esikone successivo come conte fu:
- Elli I (Allo) († dopo il 965), conte nell'Hessengau sassone dal 942 alla morte, conte in Leinegau intorno al 950.

Dopo la morte di Elli, l'Hessengau sassone fu unito al Leinegau, ma in seguito si separò nuovamente da esso. La stirpe degli Esikoni divennero conti di Reinhausen, e successivamente di Winzenburg-Reinhausen:
- Reinward o Regenwerc, attestato nel 973, nel 974, conte nel Gau Nithersi (= Ittergau);
- Asicho o Esik, attestato nel 980, conte in Ittergau e Nethegau;
- Reinwerk, attestato nel 1022/23, Teilvogt della chiesa di Paderborn;
- Elli II di Reinhausen (nato intorno al 1010), conte in Leinegau;
- Udo di Gleichen-Reinhausen, vescovo di Hildesheim (circa 1045-1114).

Il successore del conte Reinwerk, Widherold, è rintracciabile dal 1051 al 1076 nel seguito del vescovo di Paderborn Imad, ove fu chiamato "nobile signore di Itter". La sua signoria non era più quella di un conte, ma probabilmente si riferiva solo all'Ittergau, forse solo alla parte meridionale di esso, la successiva signoria di Itter.